# Cep (instrument de torture)
Pour les articles homonymes, voir cep.

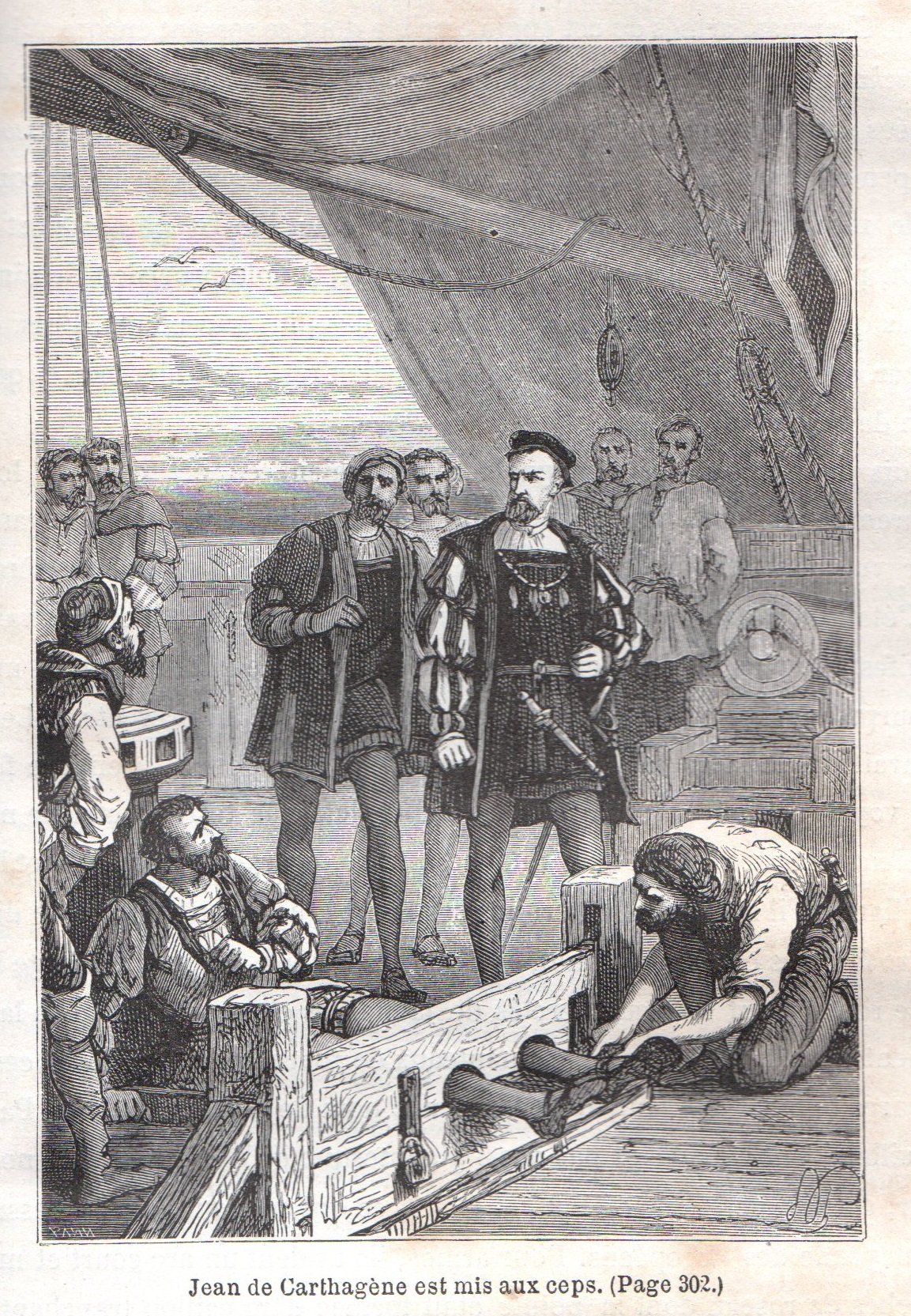
Gravure tirée de Les premiers explorateurs, de Jules Verne : Juan de Cartagena est mis aux ceps sur ordre de Magellan.

Le cep était un instrument de torture par entrave des membres.
Il consistait en une pièce de bois dans laquelle on enserrait les pieds d’un supplicié assis, souvent exposé à la vue de tous. 
Les ceps romains comportaient plusieurs trous, ce qui permettait d’écarter considérablement les jambes du condamné pour le torturer davantage. 
Il est cité dans l'Ancien Testament avec différents mots hébreux comportant l’idée de torsion ; il semble que la personne qu’on mettait dans ces ceps y était maintenue courbée ou tordue. Il est possible que le cep immobilisait les pieds, les mains et le cou, et peut-être était-il combiné avec le pilori pour fixer les jambes ainsi que le cou et les bras du supplicié. Le prophète Jérémie en fut victime.
Quelques saints ont subi ce martyre : saint Paul (Ac 16 24), saint Quentin et saint Vincent.
Il est toujours utilisé comme châtiment en Amérique latine par certaines ethnies indiennes.

## Galerie

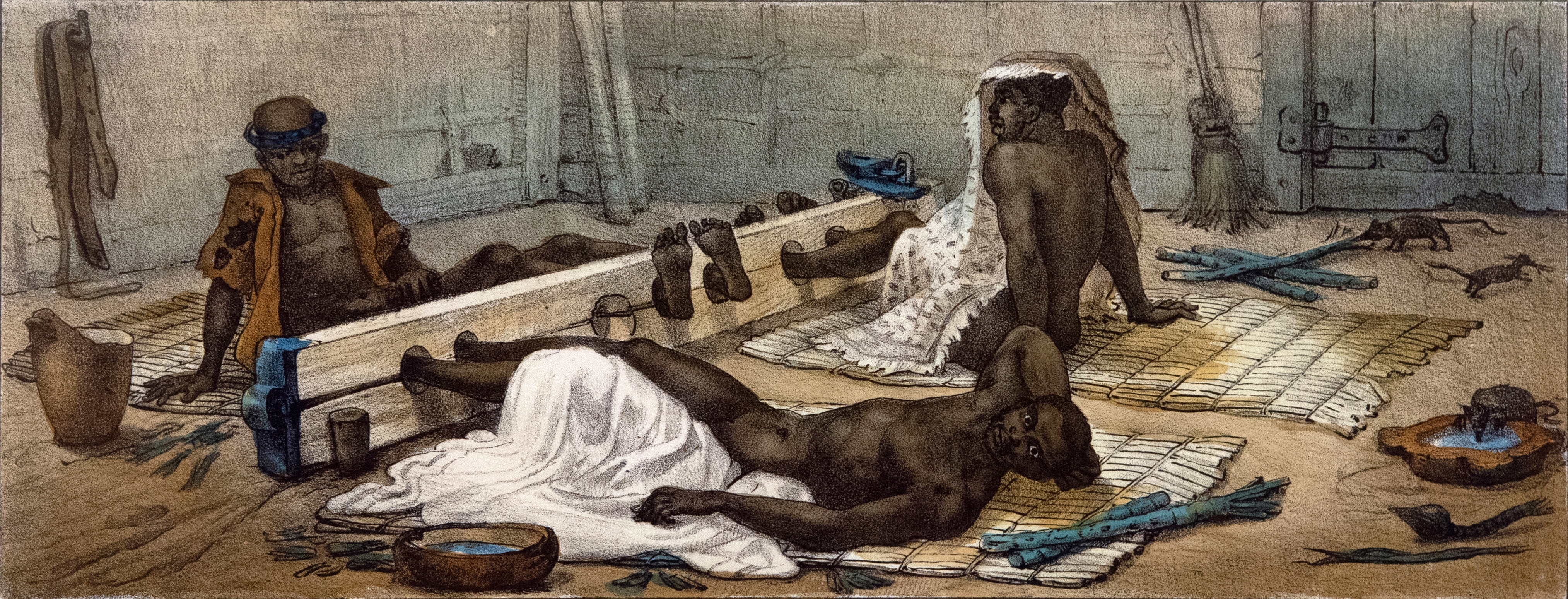
Esclaves brésiliens mis aux ceps, par Jean-Baptiste Drebret, vers 1830.